# Marguerite Poullain
Pour les autres membres de la famille, voir Famille Poullain.
 (février 2024).
Marguerite Poullain, veuve d'Espinose, est une femme d'affaires française née le 15 septembre 1537 à Nantes et morte le 16 septembre 1613 dans la même ville.

## Biographie
Marguerite Poullain est la fille du marchand nantais Julien Poullain, sieur de La Branchoire, miseur du conseil des bourgeois, et d'Isabeau Houys. Son frère Robert est maire de Nantes et ses sœurs épousent d'importants marchands (l'une sera l'épouse de Jacques de Marquès, une autre la mère de Pierre Bernard de La Turmelière et une dernière la grand-mère de Bonaventure d'Hérédie). 
Elle épouse en 1557 le marchand nantais Pierre d'Espinose, sieur du Bouvet et de Gesvres, avec qui elle eut six enfants : 
- Ysabelle d'Espinose ;
- Jehanne d'Espinose ;
- Julien d'Espinose ;
- Bernardin d'Espinose, sieur de L'Etang-Hervé et de La Renaudière, seigneur de Porteric, conseiller au parlement de Bretagne, sous-maire de Nantes, gendre de Michel Le Lou ;
- Ferrado d'Espinose ;
- Marguerite d'Espinose, dame de La Savarière, épouse de  Pierre Richerot, sieur de La Fontaine, conseiller du Roi, avocat au présidial de Nantes.

Son père et son mari sont des riches et éminents citoyens de Nantes, qui est alors une importante ville française. Les familles d'origine espagnole d'Espinose et Marques, ainsi que Poullain, étaient les familles de marchands les plus importantes, dominant la puissante société marchande « Contractation », qui contrôle le commerce de la ville.
Lorsqu'elle devient veuve en 1566, elle reprend l'entreprise commerciale de son mari. Elle réussit et semble avoir encore augmenté la fortune déjà importante de son mari. Elle est considérée comme la plus grande marchande du XVIe siècle à Nantes. Élue à la « Contractation », elle semble en être le chef de 1603 à 1605, peu de temps avant qu'elle ne semble prendre sa retraite en raison de son âge. C'est alors une position remarquable pour une femme, d'autant plus qu'elle est la seule femme connue dans l'histoire de la Société. 
Elle meurt en 1613 et sa fortune est partagée entre les héritiers en 1618.

## Sources
- (sv) Cet article est partiellement ou en totalité issu de l’article de Wikipédia en suédois intitulé « Marguerite Poullain » (voir la liste des auteurs).
- « Le remarquable destin de Marguerite Poullain », in: Nicole Dufournaud, Les femmes au travail dans les villes de Bretagne aux xvie et xviie siècles : approches méthodologiques, 2003
- Guy Saupin, Les marchands espagnols dans l’élite dirigeante du Conseil des bourgeois de Nantes au milieu du XVIe siècle, 2005
- Paul Jeulin, Aperçus sur la contractation de Nantes (1530 environ-1733), Oberthur, 1933